# Bytów
Bytów (kaszub. Bëtowò; niem. Bütow) – miasto w północnej Polsce, w województwie pomorskim, w powiecie bytowskim, siedziba gminy miejsko-wiejskiej Bytów, położone na Pojezierzu Bytowskim, nad rzekami Borują oraz Bytową i jeziorem Jeleń. Miasto stanowi lokalny węzeł drogowy (DK20, DW209, DW212, DW228).
W latach 1975–1998 miasto administracyjnie należało do województwa słupskiego.
Według danych GUS z 30 czerwca 2024, Bytów liczył 16 218 mieszkańców i był pod względem liczby ludności szesnastym miastem w województwie pomorskim
Ośrodek turystyczno-wypoczynkowy. Przemysł elektrotechniczny, spożywczy, drzewny i metalowy.

## Historia
W 1294 zmarł książę gdański Mściwoj II, w związku z czym jego dziedzictwo objął późniejszy król Polski Przemysł II. W 1307 obszar, na którym leży Bytów został zajęty przez margrabiów brandenburskich. W 1317 brandenburski margrabia Waldemar przekazał ziemię bytowską księciu zachodniopomorskiemu Warcisławowi IV, a ten w 1321 nadał ziemię bytowską swojemu marszałkowi Henningowi Behrowi. Z 1321 pochodzi najstarszy zapis nazwy miasta w formie Butow. W 1329 ziemia bytowska została wykupiona od jego spadkobierców przez Krzyżaków za 800 grzywien denarów pruskich srebra i następnie utworzyli w Bytowie prokuratorstwo. W 1342 Krzyżacy utracili Słupsk, dlatego przenieśli z niego na krótko komturstwo do Bytowa. Prawa miejskie osada otrzymała 12 lipca 1346. W latach 1390–1405 Krzyżacy odbudowali zamek, w 1409 gród został zdobyty przez wojska polskie. W 1410 po bitwie pod Grunwaldem został przekazany przez króla Władysława Jagiełłę księciu pomorskiemu Bogusławowi VIII. W 1411 na mocy pokoju toruńskiego ziemia bytowska wróciła do Krzyżaków. Po inkorporacji państwa Zakonu Krzyżackiego do Królestwa Polskiego, w dniu 2 grudnia 1454 król Kazimierz Jagiellończyk przekazał Bytów księciu szczecińskiemu Erykowi II. Eryk II w 1460 zerwał przymierze z Polską i przekazał Bytów Krzyżakom, jednak w 1466 Eryk II odzyskał ziemię bytowską poprzez wykup. W latach 1526–1637 wraz z całą ziemią lęborsko-bytowską był lennem Polski. W 1637 Bytów z Lęborkiem został przyłączony do Królestwa Polskiego. W dniu 6 listopada 1657 Bytów po traktacie bydgoskim trafił pod władzę Brandenburgii (dynastii Hohenzollernów), formalnie jako lenno Polski. W 1772 miasto zajęli Prusacy.

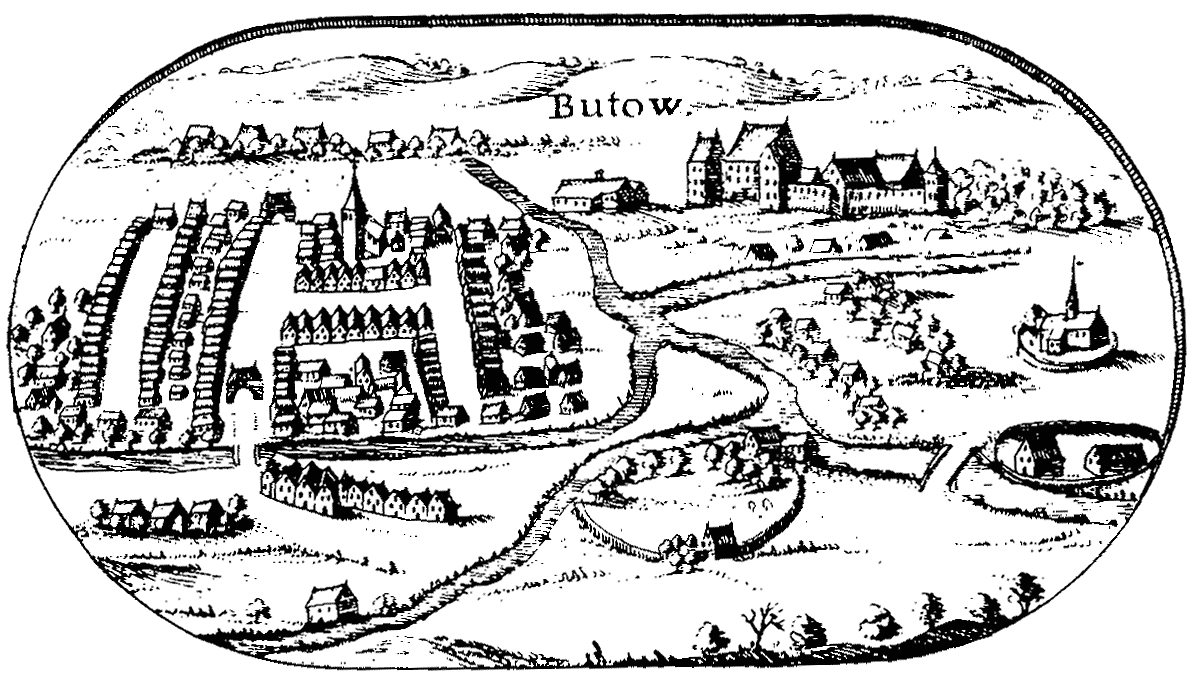
Bytów w XVII w.

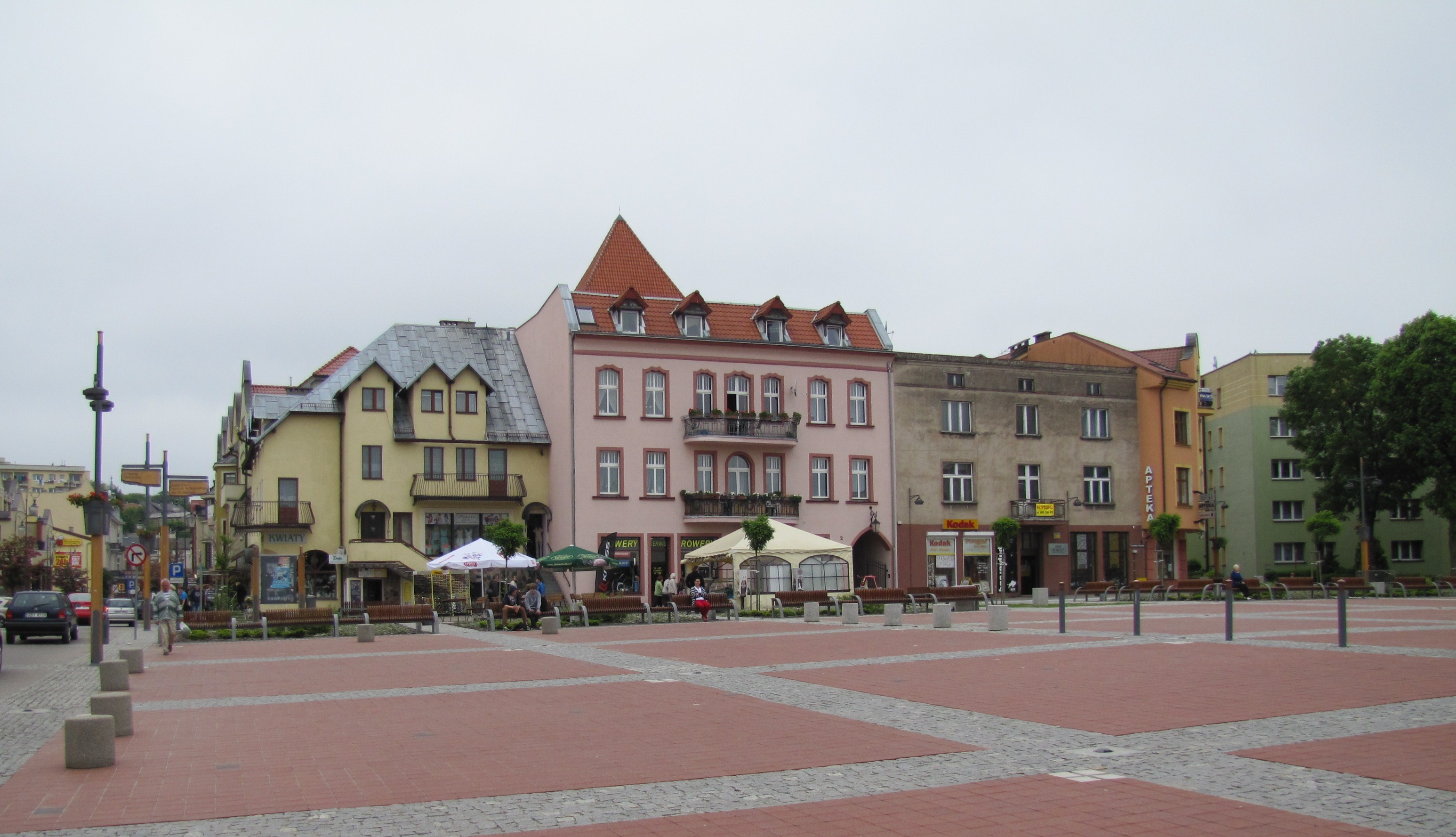
Rynek w Bytowie

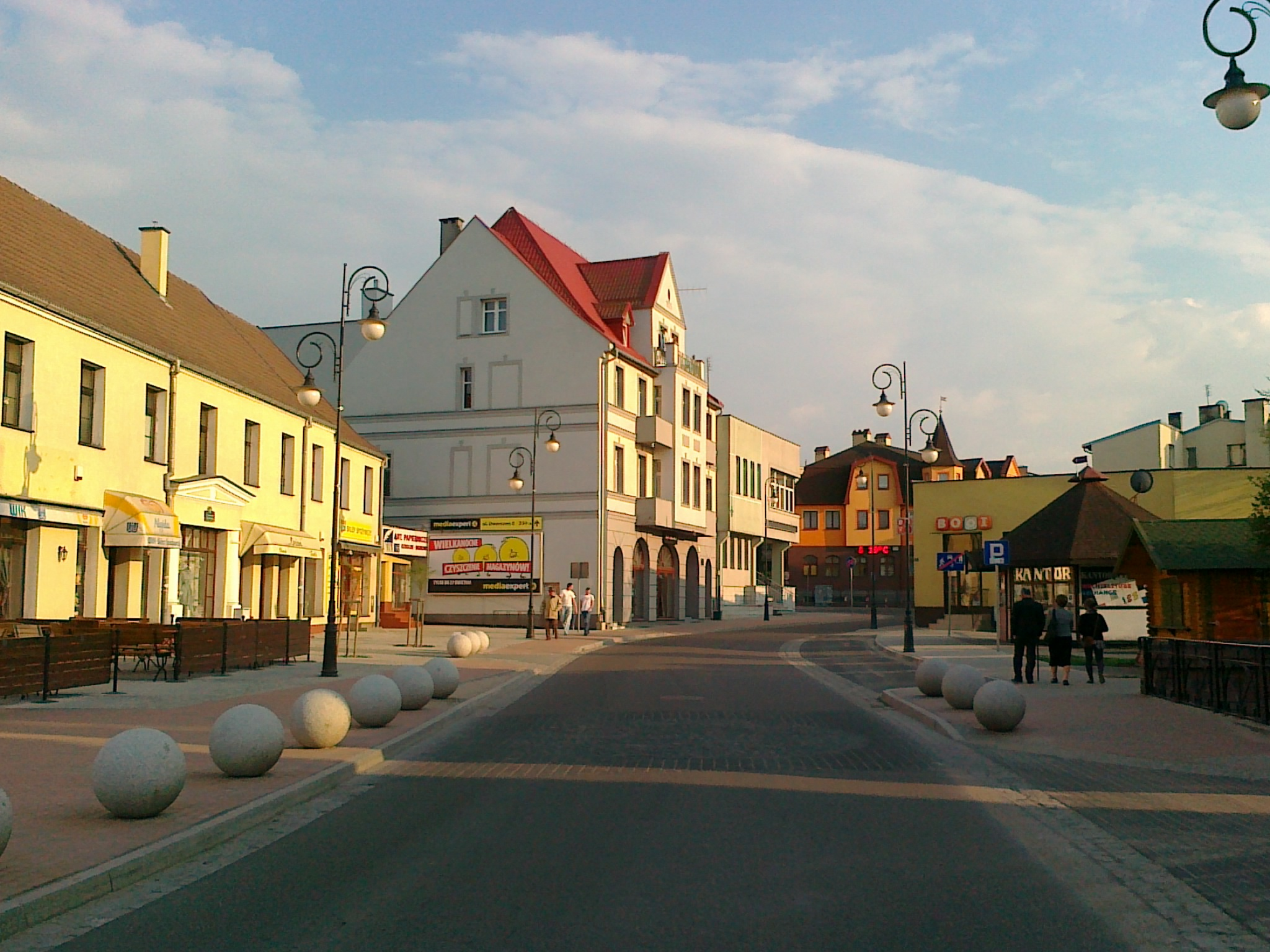
Centrum Bytowa

W 1912 Polacy stanowili w powiecie bytowskim ok. 15% ludności i traktat wersalski pozostawił miasto w granicach Niemiec. Mimo to w okresie 1919–1939 działały tu liczne polskie organizacje. Od 1930 działał polski bank oraz Związek Polaków w Niemczech. W okresie II wojny światowej ośrodek konspiracji (Tajna Organizacja Wojskowa „Gryf Kaszubski” i Odra). W styczniu 1945 r. przez Bytów przeszedł marsz śmierci jeńców alianckich z obozu jenieckiego Stalag XX B. W 1945 zniszczony w 70% i włączony ponownie do Polski; 90% niemieckiej ludności miasta wysiedlono. Stopniowo odbudowywany; siedziba powiatu 1946–1975. W 1946 urzędowo zatwierdzono obecną nazwę, po 1947 Bytów oraz okolice został zasiedlony osadnikami ze wschodniej i centralnej Polski, m.in. w ramach akcji „Wisła”.
W miejscowości działał Zakład Rybacki Bytów wchodzący w skład Państwowego Gospodarstwa Rybackiego Słupsk.

## Demografia
- Piramida wieku mieszkańców Bytowa w 2014[12]:

## Zabytki
Zabytkami prawnie chronionymi są:
- śródmieście miasta,

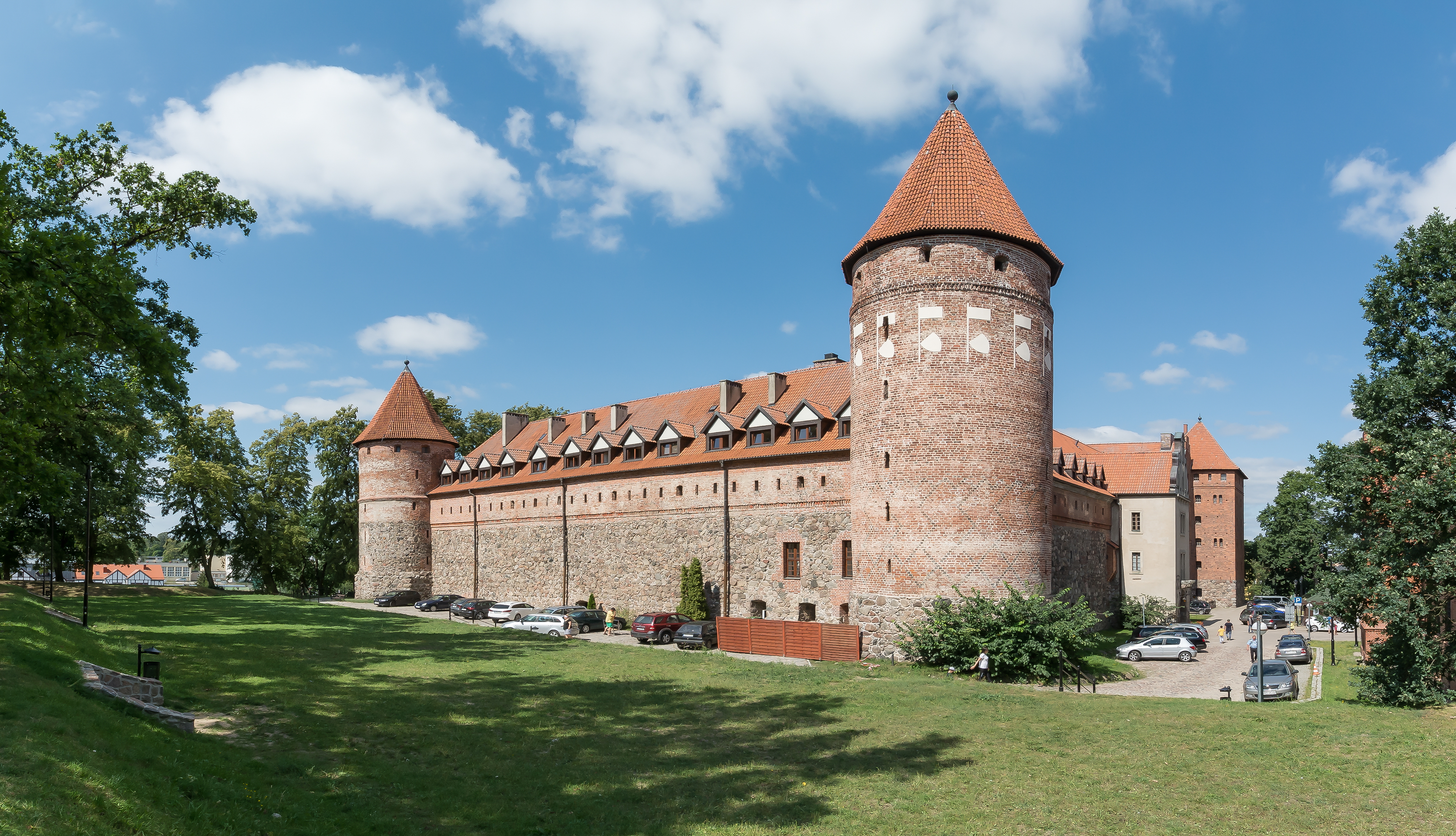
Zamek w Bytowie jest siedzibą Muzeum Zachodniokaszubskiego

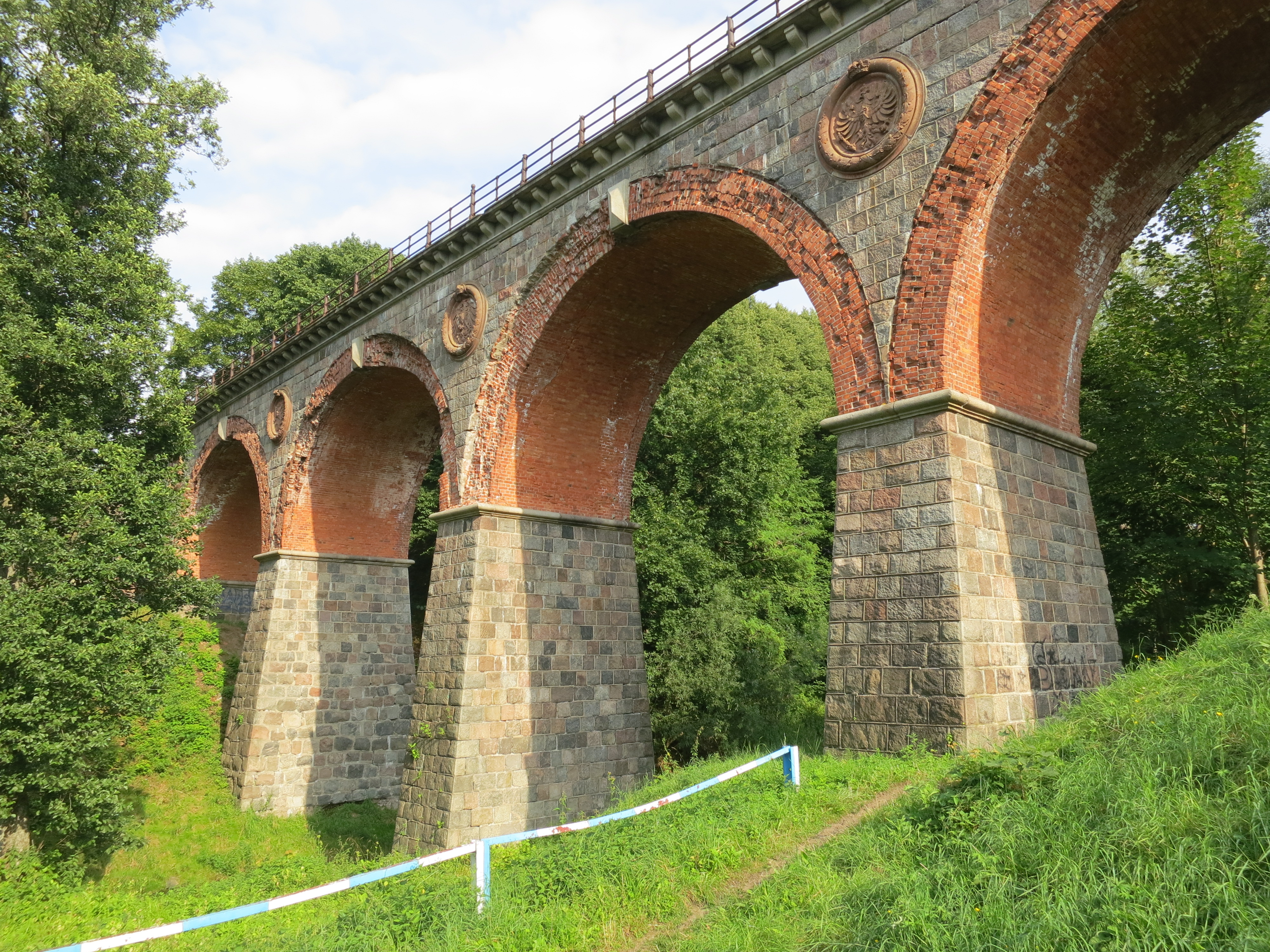
Most kolejowy w Bytowie

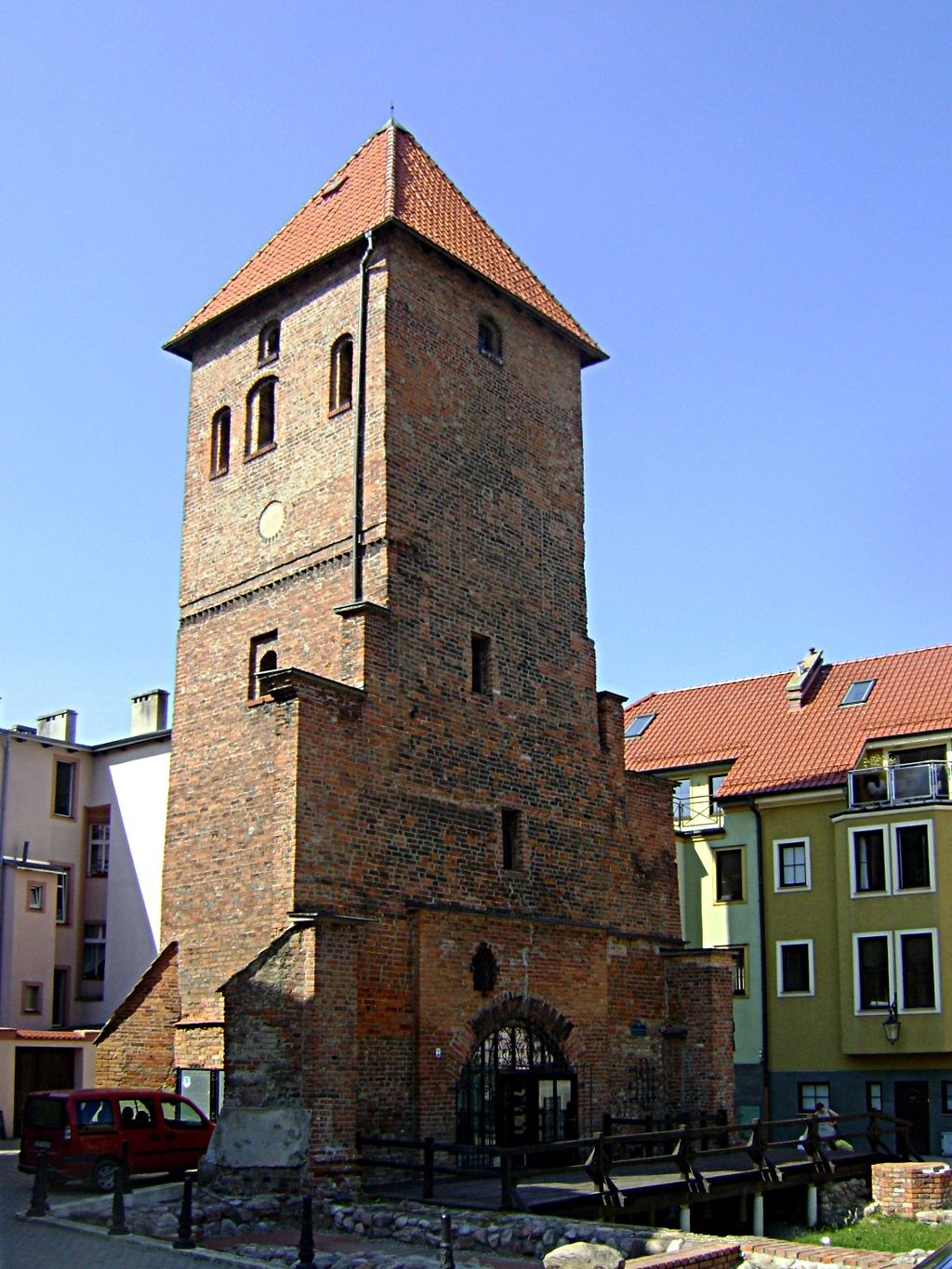
Wieża kościoła św. Katarzyny

- wieża – pozostałość po dawnym katolickim kościele pw. św. Katarzyny, ob. galeria sztuki, ul. Starokościelna, poł. XIV w.,
- kościół ewangelicki pw. św. Elżbiety, ob. rzym.-kat. par. pw. św. Katarzyny, wzorowany na kościele św. Mateusza w Berlinie projektu F.A. Stülera, 1847–1854, ul. Jana Pawła II 16,
- cerkiew pw. św. Jerzego, dawny kościół ewangelicki ob. greckokatolicki, ul. Josyfa Slipyja, XVII w,, cmentarz,
- zamek krzyżacki, XIV/XV w., XVI/XVII w.,
- młyn zamkowy, ul. Młyńska 6, 1791, obecnie restauracja,
- kamienice, ul. Jana Pawła II nr 10, 12, 14, XVIII/XIX w.,
- bank (ob. Pekao S.A.), ul. Bauera 3, XIX w.,
- dom, ul. 1 Maja 2, pocz. XIX w.,
- poczta, ul. Wojska Polskiego 10, ok. 1800,
- dom, ul. Wojska Polskiego 22, pocz. XIX w.,
- spichlerz, ul. Ogrodowa 10, szachulcowy, poł. XIX w.,
- most kolejowy (kamienno-ceglany) na rzece Borui, 1882–1884.

Cennymi zabytkami architektury (niechronionymi) są:
- szpital przy ul. Lęborskiej z 1933, ob. rozbudowany,
- dom modernistyczny z lat 30. XX w., ul. Prosta 3,
- dom modernistyczny z 1935 (projekt), ul. Zielona 2-4,
- wiadukt nad torami kolejowymi, w pierwotnej wersji zbudowany przed wojną. W czasie II wojny światowej zburzono jedno przęsło. W Szczecinie podobnie zburzono Most Kłodny o zbliżonej konstrukcji, jednak sama kratownica nie doznała uszkodzeń. Most Kłodny został więc przewieziony i ponownie zmontowany w Bytowie. Przez pewien czas obydwa przęsła – przedwojenne i przywiezione ze Szczecina koegzystowały, później oryginalne przedwojenne przęsło rozebrano[15].

## Odkrycia archeologiczne
W 2013 w Bytowie znaleziono miecz z późnej epoki brązu (950/900 – 750/700 r. p.n.e.). Zabytek znajduje się w zbiorach Muzeum Zachodniokaszubskiego w Bytowie.

## Transport
W mieście krzyżują się drogi:
- droga krajowa nr 20: Stargard – Szczecinek – Bytów – Gdynia
- droga wojewódzka nr 209: Warszkowo – Bytów
- droga wojewódzka nr 228: Bytów – Kartuzy
- droga wojewódzka nr 212: Osowo Lęborskie – Bytów – Chojnice – Kamionka nad jeziorem Zamarte

Do 1945 przez Bytów przebiegała linia kolejowa Miastko – Bytów – Lębork.
1 czerwca 2021 w mieście uruchomiono komunikację miejską.

### Kolej

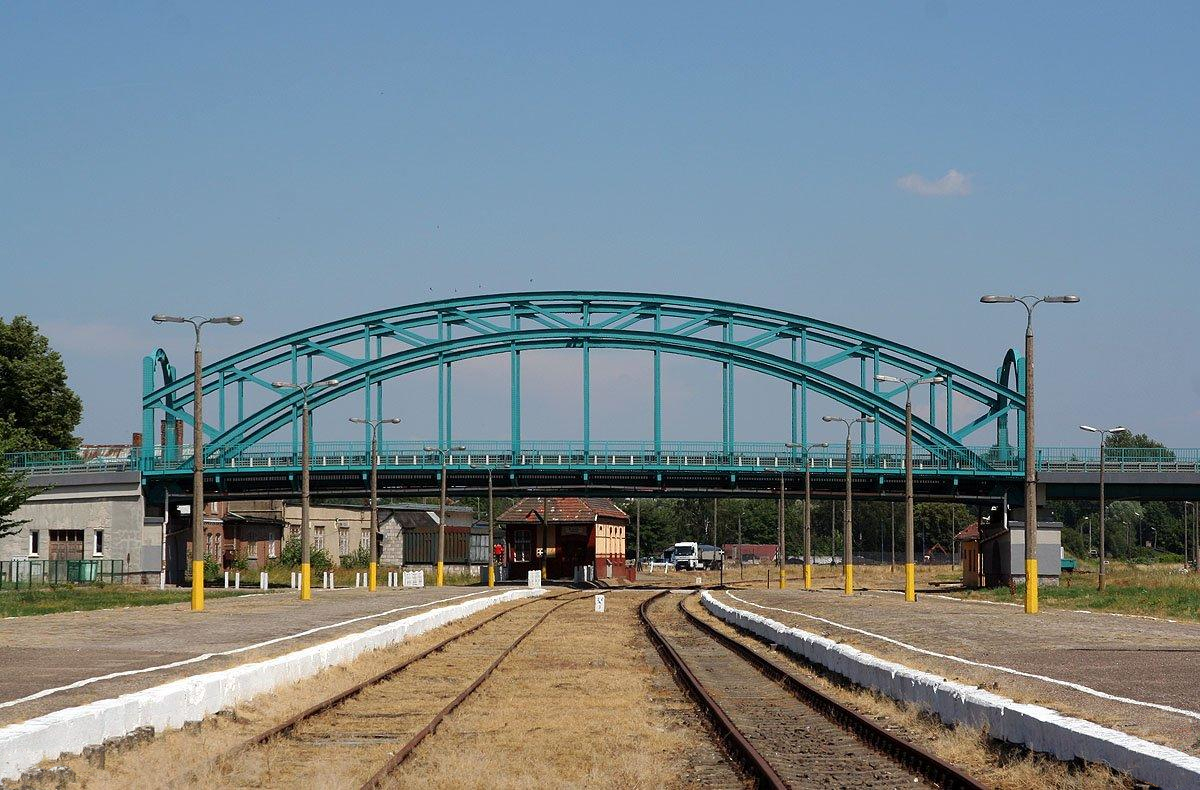
Wiadukt nad nieczynnymi torami kolejowymi. Widok z terenu dworca

Kolej dotarła do miasta od strony Słupska w 1884; w 1901 połączono je z Lipuszem, w 1902 z Lęborkiem, w 1909 z Miastkiem. W ten sposób Bytów stał się stacją węzłową, jednak po przejściu frontu w 1945 odcinki Bytów-Lębork oraz Bytów-Miastko rozebrano. Ostatecznie kolejową komunikację pasażerską zlikwidowano w 1991.
Samorząd województwa przewiduje w przyszłości uruchomienie połączenia kolejowego z Gdańskiem i Gdynią, co umożliwiło oddanie do użytku w 2015 Pomorskiej Kolei Metropolitalnej.

## Edukacja
W Bytowie znajdują się 3 szkoły ponadpodstawowe (Zespół Szkół Ponadpodstawowych, Zespół Szkół Ogólnokształcących, Zespół Szkół Ekonomiczno-Usługowych im. Stanisława Staszica), 4 szkoły podstawowe, Ośrodek Szkolno-Wychowawczy oraz Filia Państwowej Szkoły Muzycznej I i II stopnia w Słupsku.
W Bytowie działają również szkoły niepubliczne prowadzone przez Prywatne Centrum Edukacyjne Marmołowski:
- Zaoczne Liceum Ogólnokształcące dla Dorosłych (1999)
- Zaoczne Uzupełniające Liceum Ogólnokształcące dla Dorosłych (2008)
- Policealne Studium Zawodowe (1999)

## Wspólnoty religijne

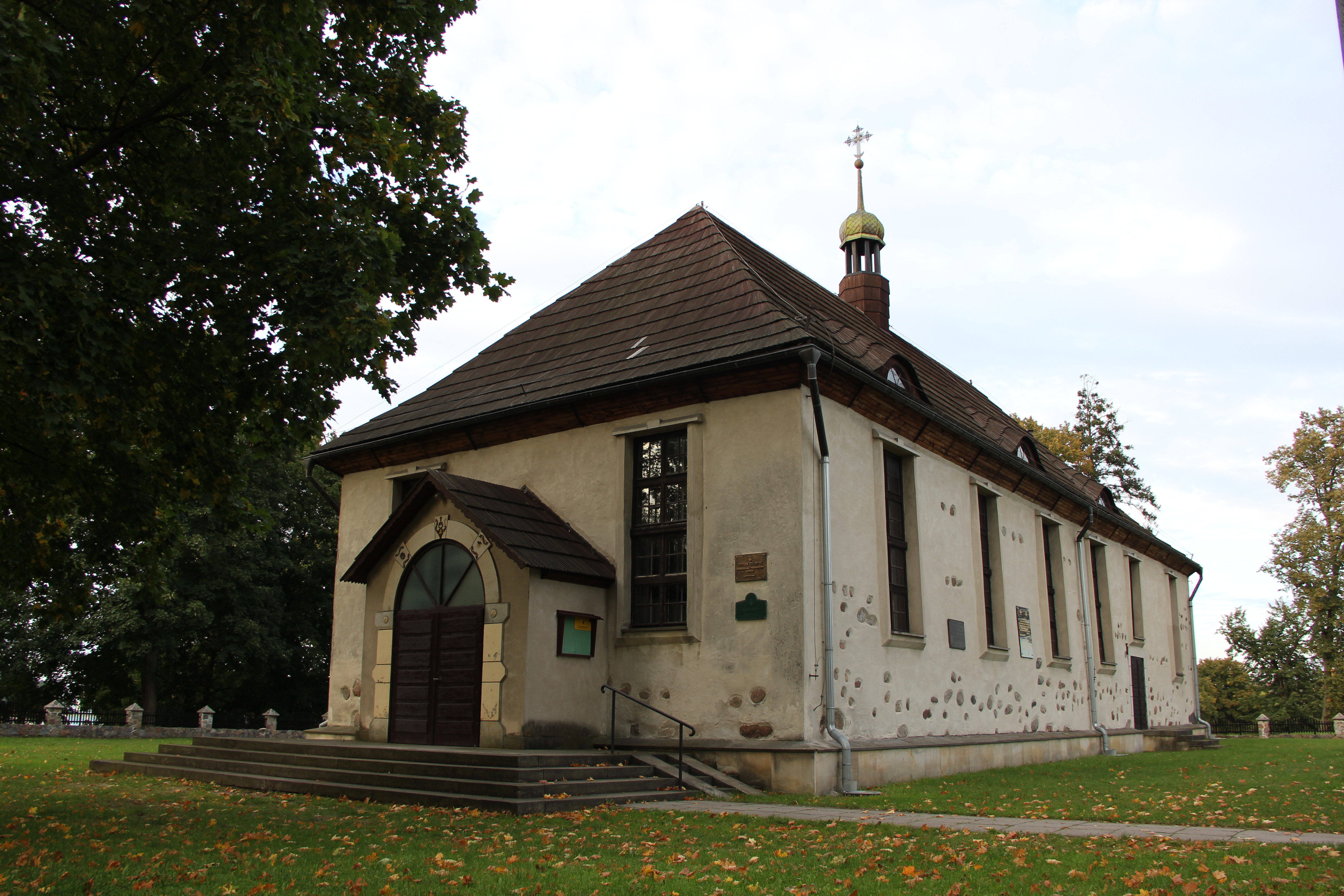
Cerkiew greckokatolicka pw. św. Jerzego

Na terenie miasta działalność religijną prowadzi Kościół Rzymskokatolicki, który posiada dwie parafie (pw. św. Katarzyny i pw. św. Filipa Neri), Kościół Greckokatolicki obrządku bizantyjsko-ukraińskiego, Kościół Zielonoświątkowy – protestancka wspólnota o charakterze ewangelicznym oraz Świadkowie Jehowy.
- Kościół greckokatolicki
  - parafia św. Jerzego – cerkiew greckokatolicka
- Kościół rzymskokatolicki
  - parafia św. Filipa Neri
  - parafia św. Katarzyny Aleksandryjskiej i św. Jana Chrzciciela – kościół św. Katarzyny Aleksandryjskiej i św. Jana Chrzciciela
- Kościół Zielonoświątkowy – zbór w Bytowie
- Świadkowie Jehowy.
  - zbór (w tym grupa rosyjskojęzyczna), Sala Królestwa[18]

## Sport

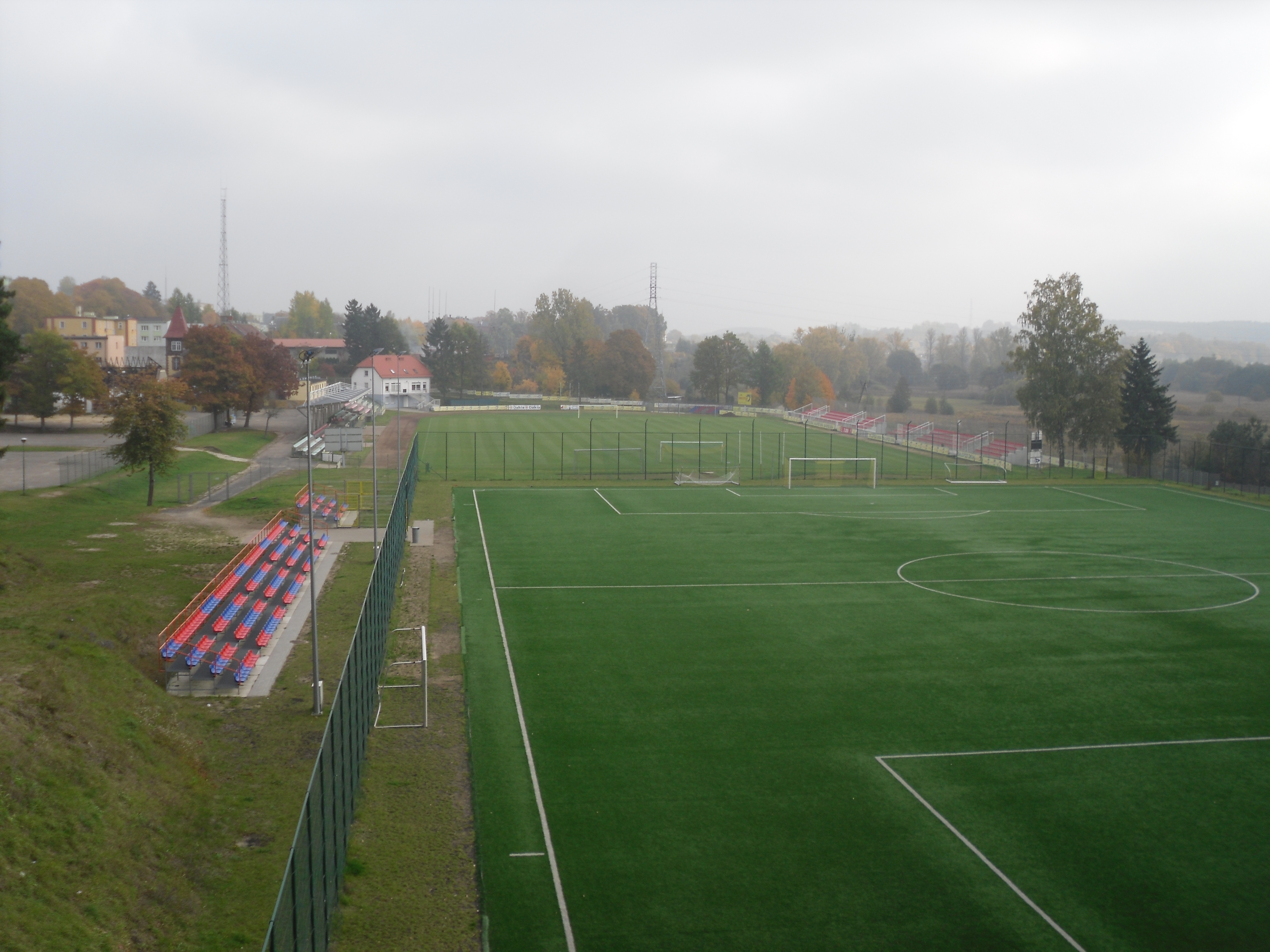
Stadion w Bytowie

Miasto jest siedzibą klubu sportowego Bytovia. Klub ten korzysta z położonego przy ul. Mickiewicza stadionu Miejskiego Ośrodka Sportu i Rekreacji o nominalnej pojemności 2043 miejsc. 27 października 2009, dzięki rozkładanym trybunom, mecz 1/8 Pucharu Polski pomiędzy Bytovią II Bytów a Wisłą Kraków (0:2) obejrzało 5000 widzów. Boisko posiada wymiary 105 × 68 m, a oświetlenie płyty zapewniają 4 jupitery o łącznej mocy 1600 lx, użyte po raz pierwszy 5 września 2015 w meczu z klubem Dolcan Ząbki.

## Współpraca samorządowa
Miasta partnerskie:

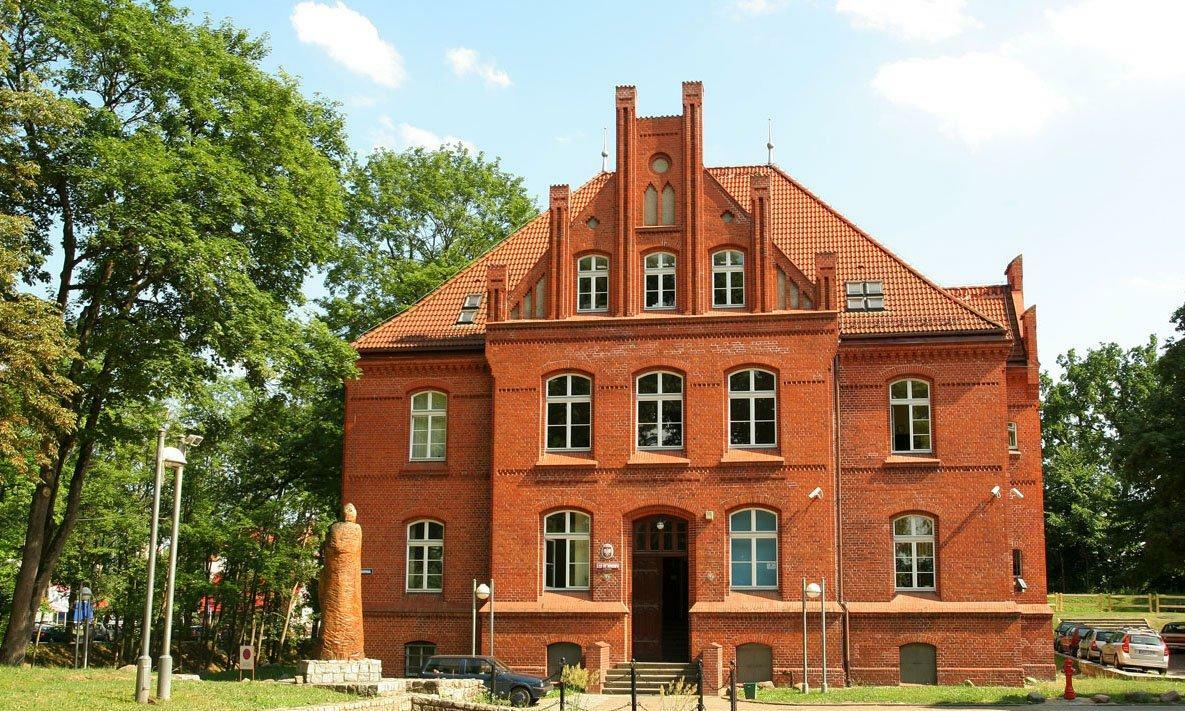
Sąd Rejonowy w Bytowie

- Markaryd, Szwecja (1996)
- Zaleszczyki, Ukraina (1997)
- Frankenberg, Niemcy (2008)
- Winona, Stany Zjednoczone (2004)
- Gdańsk, Polska (2007)
- Taurogi, Litwa (2017)

## Inne
29 czerwca 2016 Rada Miasta w Bytowie ustanowiła Odznakę Honorową Gminy Bytów, ustalając jednocześnie jej wzór oraz zasady, tryb nadawania i sposób noszenia odznaki.